# LaPresse.ca

Logo de Cyberpresse.

LaPresse.ca, anciennement Cyberpresse, est le site web d'information du média québécois La Presse. Le site a été proposé en tant que meilleur petit site en langue non-anglaise aux Online Journalism Awards de l'ONA.
Le 24 octobre 2011, la marque Cyberpresse devient lapresse.ca. 

## Publications
En 2005, les publications comprises par Cyberpresse sont :
- La Presse (Montréal et régions)
- Le Soleil (Québec et est)
- Le Nouvelliste (Mauricie et Centre-du-Québec)
- Le Droit (Ottawa, Est ontarien et Outaouais)
- La Tribune (Estrie)
- Le Quotidien (Saguenay-Lac-Saint-Jean)
- Le Progrès-Dimanche (Saguenay-Lac-Saint-Jean)
- La Voix de l'Est (Estrie)